# طين نضيج

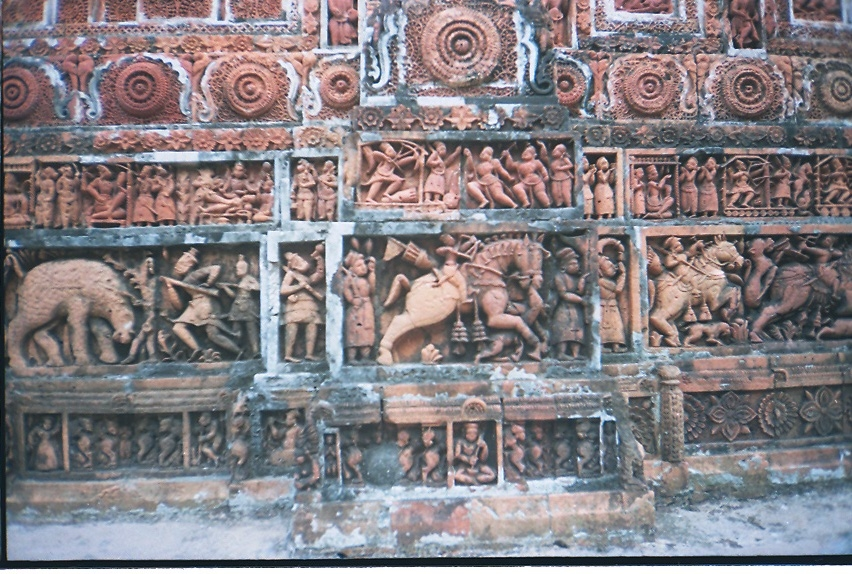
تصاميم الطين النضيج خارج معبد Kantajew، ديناجبور، بنغلاديش

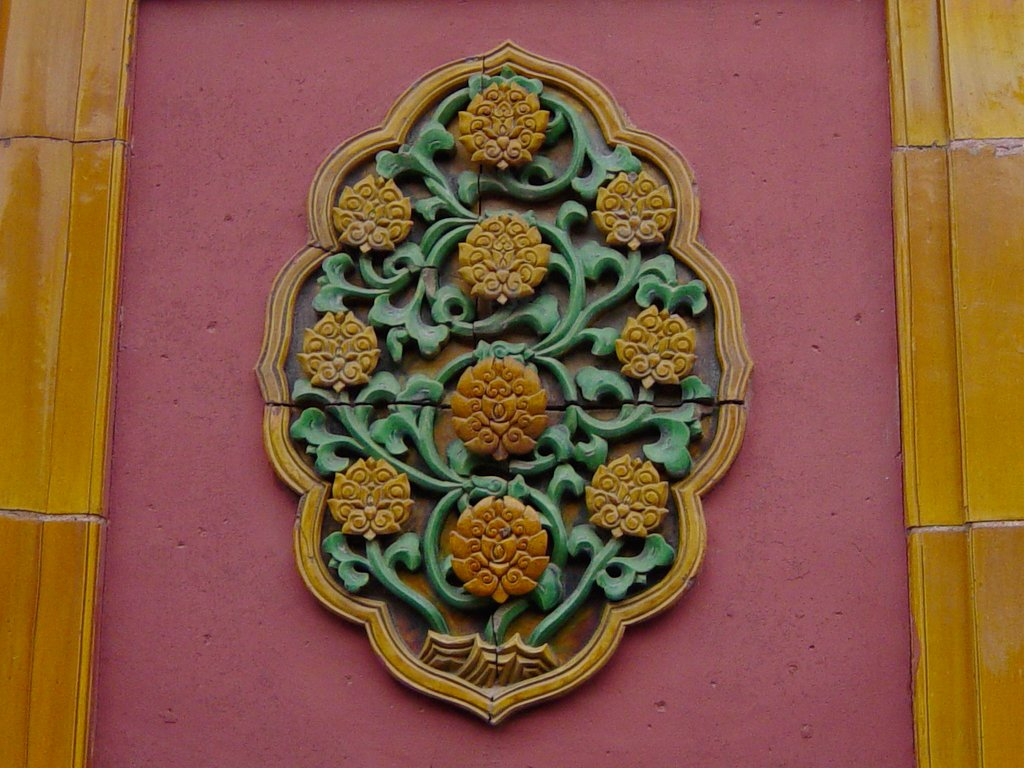
البناءالمزجج في المدينة المحرمة، الصين، بكين.

الطين النضيج أو الناضج أو المَحروق أو المشوي أو الفَخَّار أو التِّرَّاكوتا نوع من الأواني الفخارية، وهو خزف من الصلصال المزجج أو غير المزجج، حيث يكون الجسم المحروق مساميًا.
تراكوتا، هو المصطلح المستخدم عادة للنحت المصنوع من الفخار، وكذلك للاستخدامات العملية المختلفة بما في ذلك الأواني (لا سيما أواني الزهور)، وأنابيب المياه، الصرف الصحي، وبلاط السقف، والأرضيات، والطوب، وتزيين الأسطح في تشييد المباني.
يستخدم المصطلح أيضًا، للإشارة إلى «اللون البرتقالي البني الطبيعي»، والذي يختلف اختلافًا كبيرًا عن كثير من أنواع الطين.

## درجة ألوان الطين النضيج

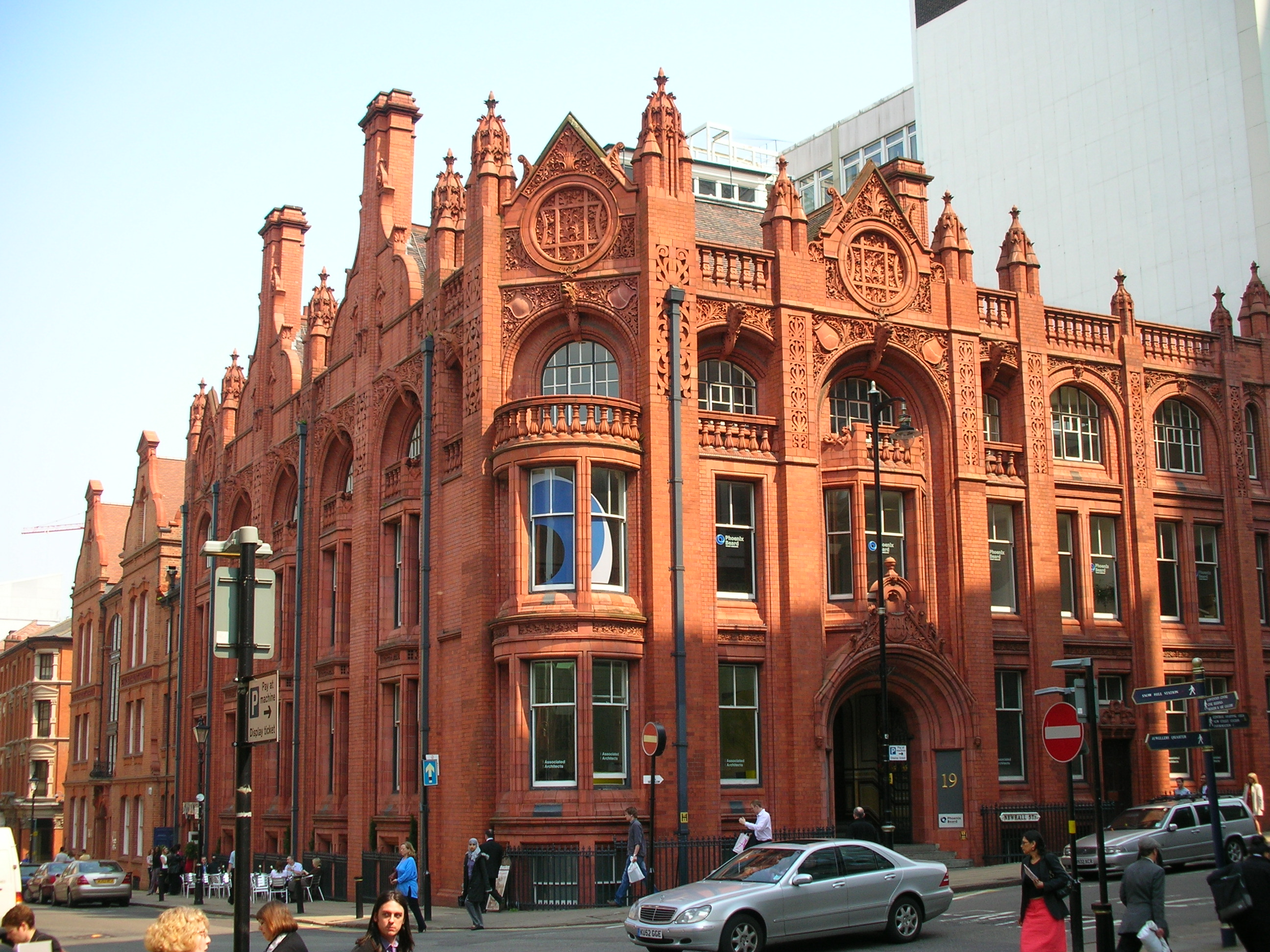

أكثر الألوان انتشارا للطين النضيج؛ غالبًا ما توجد البصمة الواضحة للون في الفخار، والبلاط، والتماثيل، وغيرها كالأتي:
062 terracottaterre cuite 1, terre cuite 3, terre cuite 6, terre cuite 8,terre cuiteterre cuite922 terracotta, 3778 terre cuite rosée .

## إفريقيا ، والطين النضيج
يظهر التاريخ المبكر لإفريقيا من خلال أعمال الطين النضيج، أو الطين النضيج، و هي أقدم التماثيل الإفريقية الصغيرة الحجم، و التي تشكلت من الطين. و يصل عمر بعض هذه الأعمال إلى ألفي عام. مادتها صلصالية بسيطة ولا يعاد استخدامها.
كانت المعادن دائمًا تشكل مصدرًا لجذب اهتمام الفنان لإعادة تشكيلها و صياغتها مرة ثانية، و بالنسبة لمادة الخشب فمن عيوبها أن الخشب فريسة للنمل الأبيض.
و للطين ميزة أخرى وهي امكانية تشكيله باليد، دون حاجة إلى أية أدوات.
كما ابتكر الإنسان صناعة الخزف في مهارات حرق الطين لعمل أواني خزفية للاستعمال اليومي و لحفظ المواد الغذائية.
والطين النضيج، هي عبارة عن تشكيلات، يشكلها الفنان أو الصانع، وكان بعضها ينضج في الشمس، ويحرق البعض الآخر في حفر نارية، تصل درجة حرارتها إلى 300 درجة مئوية. كان التمثال أو الشكل يوصع في الرماد، أو يحرق في درجات أعلى لإنتاج مادة أقوى.

## اكتشافاتحضارة النوق
اكتشفت التماثيل المصنوعة من الطين النضيج في قرية نوق بوسط ليبريا. و قد اكتشفت بالصدفة عام1943 في أحد مناجم القصدير رأس من الطين النضيج، إذ وجدها أحد العاملين بالمنجم و قد أخذها إلى منزله لاستخدامها كخيال مآتة. و قد ظلت لمدة عام عند هذا العامل إلى أن لاحظها مدير المنجم و اشتراها منه لينقلها إلى مدينة جوس حيث رآها برنارد ماج و هو أحد علماء الآثار الذي قدر بحق روعة هذه الرأس و طلب من كل العاملين إذا وجودا تماثيل أخرى أن يخبروه بموقعها و قد استخرج 150 تمثالا آخر.
و قد نُقّب بعد ذلك علميًا على يد برنارد وانجيلا ماج، و قد استخدم الأثريون اسم «أسلوب نوق» على هذه التماثيل.
و لا يزال الفنانون الحرفيون الموجودون في نوق أو حولها يستخدمون نفس المواد لعمل تماثيلهم المقولبة من الطين النضيج كما يفعلون مع أنواع الحرف الأخرى المصنوعة من الطين ذي الحبيبات الخشنة بعض تماثيل نوق و التي وصل ارتفاعها إلى 1.20 متر مما يدل على سيطرة تامة على فنيات عمل القوالب و حرق الطين في نيران بالهواء الطلق. و نظرا لأن التماثيل مفرغة من الداخل كان لا بد و أن يهتم الفنان بإيجاد سمك موحد للتمثال بأكمله، و للأجزاء التي يمكن أن تنفجر أثناء الحرق. إن مثل هذه البراعة الفائقة التي أظهرها فنانو نوق أثبتت أن فن نوق قد يكون الذروة التي وصلت إليها التقاليد الفنية التقليدية.
أول ما يشد انتباهك لتماثيل نوق هو حجم العين؛ فأحيانا تكون على شكل جزء من دائرة و أحيانا مثلث تحت قوس الحاجبين لتوازن انحناءة الجفن السفلي و حدقة العين غائرة كأنها فتحتا أنف.
الفم الذي يحتوي على شفاة غليظة عادة ما تصل الشفاة العلوية إلى قاعدة الأنف.
الآذان قد تكون بعيدة قليلا عن العيون أبعد من موضعها الطبيعي. كما أن الشعر يكون خصلات سميكة يمكن أن يوضع فيه ريشة طائر مثلاً.
و لا شك أن أهالي نوق في ذلك الزمن كانوا يحبون التزين، حيث نرى في أحد التماثيل الصغيرة أن الشخصية التي يمثلها التمثال تنوء تحت ثقل الأساور و العقد الذي يرتديه.
و الرؤوس الآدمية التي تشبه الرؤوس الآدمية الحية لم تكن الرؤوس الوحيدة لفن النوق و إنما هناك رؤوس تأخذ أشكالا و تصمميات هندسة تعتمد على الكرة الأسطوانية و المخروط و أسباب هذا التطور غير معلومة.
رغم أنه لا يمكن القول بعدم قدرة فنان نوق على محاكاة الأشكال الحية لأن الرؤوس التي نحتوها من قبل و حتى رؤوس الحيوانات التي قاموا بنحتها في هذه المنطقة تشبه الحيوانات الحقيقية و لكن يبدو أن الفنان كان يخشى من الاتهام بالشعوذة و السحر إذا ما خلقوا رؤوسا بشرية حية.
كما أن عمل تماثيل للحيوانات متقنة إنما مرده إلى دلالات دينية خاصة بالسكان في هذه المنطقة في تلك الفترة الزمنية.
هل تعامل الفنان في نوق مع الخشب؟! ربما.. و لكن لا توجد بين أيدينا أي أعمال خشبية تمثل أسلوب نوق و لكن ربما كانت هناك أصداء بعيدة لفن النوق أيضا في الأقنعة الخشبية لليوروبا في نيجريا لأن عيون هذه الأقنعة مفرغة أيضا.